# Бенж
Бенж (фр. Binges) — коммуна во Франции, находится в регионе Бургундия. Департамент коммуны — Кот-д’Ор. Входит в состав кантона Понтайе-сюр-Сон. Округ коммуны — Дижон.
Код INSEE коммуны — 21076.

## Население
Население коммуны на 2010 год составляло 628 человек.
| 1962 | 1968 | 1975 | 1982 | 1990 | 1999 | 2010 |
| ---- | ---- | ---- | ---- | ---- | ---- | ---- |
| 329  | 353  | 438  | 470  | 508  | 581  | 628  |

## Экономика
В 2010 году среди 409 человек трудоспособного возраста (15—64 лет) 313 были экономически активными, 96 — неактивными (показатель активности — 76,5 %, в 1999 году было 68,9 %). Из 313 активных жителей работали 302 человека (162 мужчины и 140 женщин), безработных было 11 (4 мужчины и 7 женщин). Среди 96 неактивных 33 человека были учениками или студентами, 51 — пенсионерами, 12 были неактивными по другим причинам.